# Bruno Manser

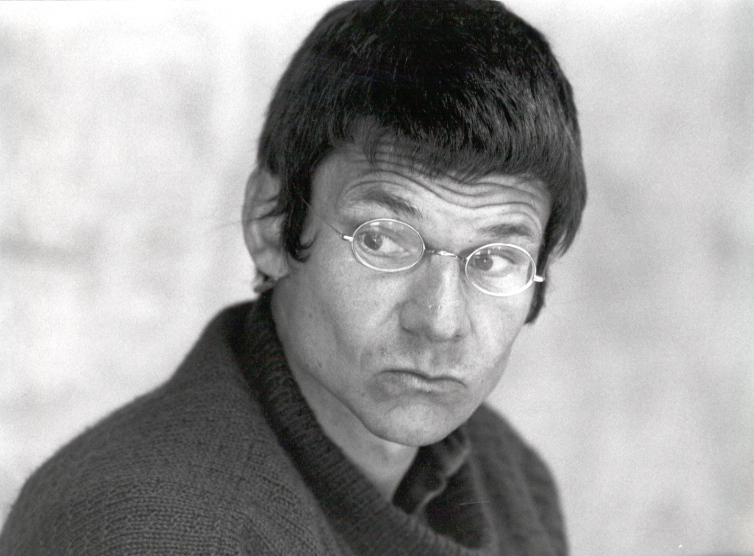
Bruno Manser (1993)

Bruno Manser (* 25. August 1954 in Basel; vermisst seit 25. Mai 2000 in Malaysia und am 10. März 2005 amtlich für verschollen erklärt; heimatberechtigt in Appenzell) war ein Schweizer Ethnologe sowie Umwelt- und Menschenrechtsaktivist.

## Leben
Bruno Manser schloss 1973 die Matura am Basler Realgymnasium ab. Es folgten verschiedene Weiterbildungskurse, unter anderem als Senn, zu Alp- und Landwirtschaft, Heilkunde, traditionellem Handwerk und Schreinerei. Von 1973 bis 1984 arbeitete Bruno Manser als Senn und Schafhirt im Kanton Graubünden. Ab 1977 machte er ein Praktikum am Naturhistorischen Museum in Basel. Von 1984 bis 1990 lebte er im Dschungel von Borneo in Indonesien/Malaysia, machte Aufzeichnungen über die Fauna und Flora des tropischen Regenwaldes und über die Sprache und Kultur der Penan, einer nomadisch lebenden Volksgruppe von Borneo. Im April 1990 musste er in die Schweiz fliehen bzw. wurde von der malaysischen Regierung ausgewiesen und zur «unerwünschten Person» erklärt; zudem wurde ein Kopfgeld auf ihn ausgesetzt.

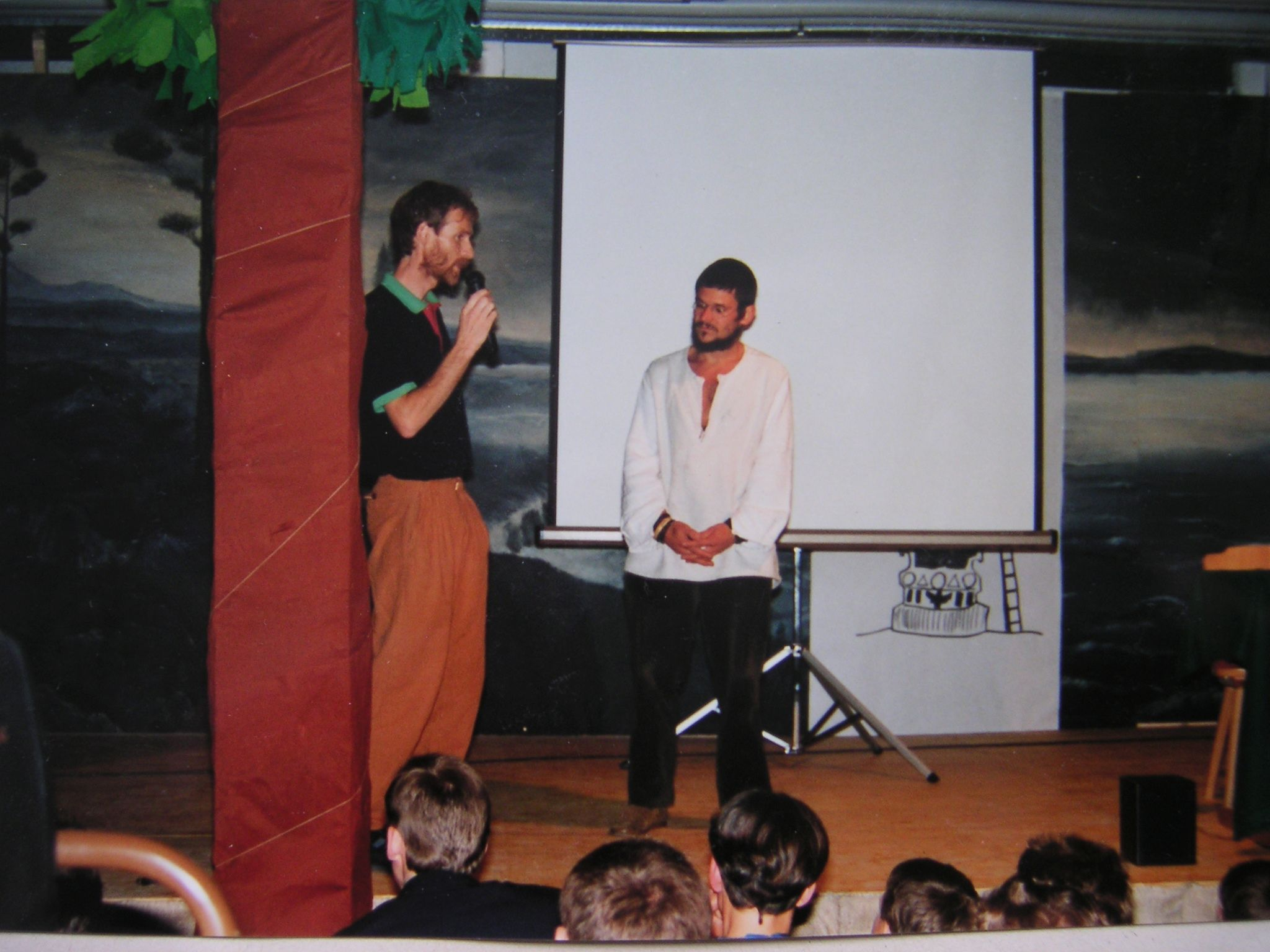
Leben und Sterben mit dem Regenwald, Vortrag in Hallein 1992 (Bruno Manser (rechts) und Helmuth Hickmann im Ziegelstadl)

Fortan widmete sich Bruno Manser international der Vortrags- und Aufklärungsarbeit über das Schicksal der Urvölker des Regenwaldes, über die Machenschaften von Holzhandel und Holzwirtschaft und über die Menschenrechtslage im malaysischen Sarawak. Nebenbei entstand 1992 in Basel der Bruno Manser Fonds (BMF), der sich zu einem weltweit angesehenen Regenwald-Informationszentrum und einer Lobby für die indigene Bevölkerung entwickelte.
1992 erschien im Zytglogge Verlag sein Buch Stimmen aus dem Regenwald. Im Rahmen einer Sonderausstellung mit Vortrag und Podiumsdiskussion im Ziegelstadl in Hallein besuchte er auch Wien und  Linz. Danach nahm er an der UN-Konferenz für Umwelt und Entwicklung in Rio de Janeiro teil. 1993 beteiligte sich Manser an einer Fastenaktion bzw. einem Hungerstreik vor dem Bundeshaus in Bern zum Protest gegen den Import von Tropenholz. Am 16. März 1993 nahm die frisch gewählte Bundesrätin Ruth Dreifuss an der Aktion teil, indem sie mit ihm zusammen einige Zeilen eines Pullovers strickte. Es folgten von 1995 bis 1997 diverse Ausstellungen, unter anderem im Musée d’Ethnographie in Genf, im Zoologischen Museum in Strassburg und im Landesmuseum Zürich.
Von 1995 bis 1998 führte Manser weitere Aktionen gegen die Zerstörung der Regenwälder durch, z. B. 1996 in Zermatt (bei der Luftseilbahn Klein Matterhorn) und 1998 einen Fallschirmabsprung über Genf. Von 1997 bis 1998 lief die Kampagne «Verzicht auf Holz aus Raubbau», schliesslich 1998 Aktionen zur Kontaktaufnahme mit der malaysischen Regierung.

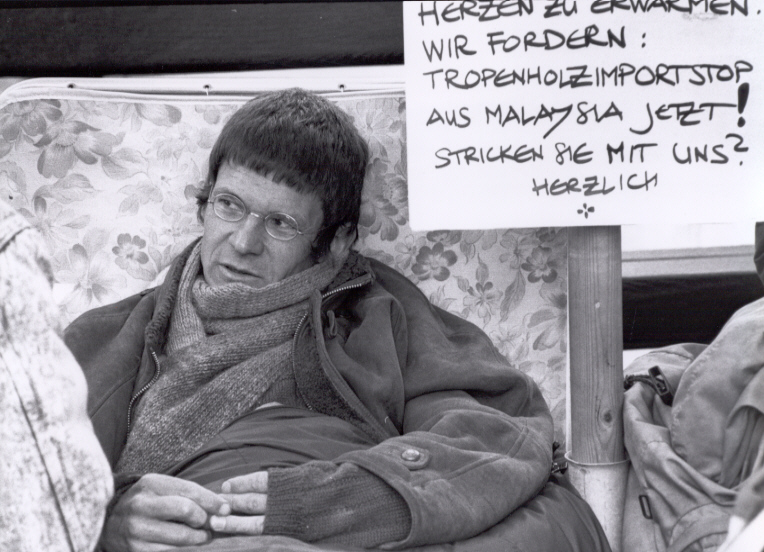
Bruno Manser 1993 im Hungerstreik

Im Juli 1999 kam Bruno Manser ein Köcher mit 150 tödlich wirkenden Giftpfeilen aus Borneo abhanden, den er in einem Gebüsch beim Eingang eines Schweizer Einkaufszentrums deponierte. Ihm wurde Fahrlässigkeit vorgeworfen und musste eine Busse von 800 Franken wegen Übertretung des Giftgesetzes zahlen; die Pfeile blieben verschollen.
Im Januar 2000 flog Manser beim Weltwirtschaftsforum mit einem Gleitschirm auf Davos hinunter, wo er sogleich verhaftet wurde.
Aus der Furcht, dass die Penan kaum noch als eigenständiges Volk Überlebenschancen hätten, entschloss sich Manser zu einer Rückkehr. Am 22. Mai 2000 reiste er trotz Einreiseverbot und ausgesetztem Kopfgeld vom indonesischen Teil Borneos (Kalimantan) über die grüne Grenze in das malaysische Sarawak zu den Penan.
Seit dem 25. Mai 2000 gilt er als vermisst. Suchexpeditionen blieben erfolglos. Am 10. März 2005 wurde Manser vom Basler Zivilgericht amtlich für verschollen erklärt.
Im Mai 2004 erschienen die Tagebücher aus dem Regenwald beim Christoph Merian Verlag in Basel. Sie wurden von Bruno Manser zwischen 1984 und 1990 im Dschungel von Sarawak geschrieben und zeichnen die Penankultur wie auch deren Engagement für ihren Lebensraum auf. Der Bruno Manser Fonds führt seine Arbeit für die Penan und andere Urwaldvölker weiter.
Im Jahr 2020 wurden die Tagebücher von der Erbengemeinschaft dem Museum der Kulturen Basel geschenkt.

## Auszeichnungen und Ehrungen
- 1993: Basler Kopf des Jahres
- 1993: Eisbrecher des Jahres (Piolet Cointreau Auszeichnung)
- 1993: VCU-Preis für Zivilcourage (Vereinigung Christlicher Unternehmer der Schweiz)
- 1994: Binding-Preis für Natur- und Umweltschutz

Nach Manser wurde die Spinnenart Aposphragisma brunomanseri benannt, die ihren Lebensraum in der Gegend hat, in der er zuletzt gelebt hatte bzw. verschollen ist. Auch ein lediglich 2,5 mm grosser Rüsselkäfer, Seticotasteromimus brunomanseri, der 2021 auf Borneo entdeckt wurde, trägt seinen Namen.

## Sonderausstellungen
- 1992: Stadtfestwoche Hallein Juni 1992. Ziegelstadel. "Leben und sterben mit dem Regenwald. Das Schicksal der Penan auf Borneo". Kurator Helmuth Hickmann, Projektgruppe Penan HTL Hallein.[12]
- 2019/20: Kabinettausstellung in der Barfüsserkirche/Foyervitrine: Staatsfeind – Bruno Manser und der Regenwald

## Werke
- Stimmen aus dem Regenwald. Zeugnisse eines bedrohten Volkes. Zytglogge, Gümligen 1992, ISBN 3-7296-0386-8.
- Tagebücher aus dem Regenwald. 4 Bände im Schuber. Christoph Merian Verlag, Basel 2004, ISBN 3-85616-214-3; überarbeitete Neuauflage, Christoph Merian Verlag, Basel 2019, ISBN 978-3-85616-900-8.
- Ein Leben für den Regenwald. Auszüge aus den Tagebüchern. Christoph Merian Verlag, Basel 2007, ISBN 3-85616-317-4.

## Rezeption
Der Schweizer Regisseur Christoph Kühn begab sich mit dem Film Bruno Manser – Laki Penan auf den Spuren Bruno Mansers in den Dschungel von Sarawak. Es kommen darin jene Penan zu Wort, die zu Mansers zweiter Familie wurden: Sie erzählen von ihren gemeinsamen Abenteuern und Ängsten, Mansers Kämpfen mit Riesenschlangen, seinen Begegnungen mit Geistern – und von seinem Versuch, die Penan im Widerstand gegen die Holzfäller und Polizei zu vereinen. Dieser Film war ab dem 5. April 2007 in den Schweizer Kinos zu sehen.
Im Kurzfilm Bruno Manser – Fasten für den Regenwald von Clara Puhlmann und Roman Stocker sprechen Beteiligte und Weggefährten von Manser über seinen Hungerstreik vor dem Bundeshaus in Bern. Manser fastete im Frühjahr 1993 60 Tage lang, um einen Importstopp von Tropenholz aus Malaysia zu erzwingen.
Ab dem 11. Mai 2017 war im Dokumentarfilm The Borneo Case in Schweizer Kinos zu sehen, wie Mansers ursprüngliche Ideen weiterentwickelt und umgesetzt wurden. Regie der Produktion von AMP Film Stockholm führten Erik Pauser und Dylan Williams. Am 15. Mai 2018 erfolgte die Erstausstrahlung im deutschsprachigen Fernsehen auf Arte.
Seit 7. November 2019 ist der Spielfilm Bruno Manser – Die Stimme des Regenwaldes von Niklaus Hilber mit Sven Schelker als Hauptdarsteller in den Schweizer Kinos zu sehen. Der Film hat am 26. September 2019 das Zurich Film Festival eröffnet und den Science Film Award gewonnen.
Das Schweizer Kulturmagazin Du widmete Manser seine Ausgabe 898 vom Februar/März 2020.